# 田原町商店街
田原町商店街（たわらまちしょうてんがい）は、福井県福井市にある商店街である。福井県立藤島高等学校付近に存在するスクランブル交差点から松本通りまで全長約550m。
近隣にえちぜん鉄道三国芦原線・福井鉄道福武線が乗り入れる田原町駅があり、公共交通機関の結節点に所在する。また京福バス、コミュニティバス「すまいる」が運行されている。

## 歴史
1936年に藤島高校の前身である旧制福井県立福井中学校が田原町に移転して以降、周辺に商店街が形成された。田原町商店街振興組合が結成されたのは1951年（結成当時は田原町商店街繁栄会、1964年に改称）である。

## 利用者
商店街から1km以内の居住者が大半である。2000年代には住民の高齢化に伴って来客が減少し、福井県では2011年に商店街の作成した再生計画を認定し、集客の回復を図っている。

## 周辺
- 福井大学
- 福井県立藤島高等学校
- 福井県立美術館
- フェニックス・プラザ
- 福井市立図書館
- 仁愛女子高等学校
- 福井市立明道中学校